# Leichtathletik-Länderkampf der Männer 1931 Schweiz – Deutschland
| 2. Leichtathletik-Länderkampf mit deutscher Beteiligung 1931 | 2. Leichtathletik-Länderkampf mit deutscher Beteiligung 1931 |
| ------------------------------------------------------------ | ------------------------------------------------------------ |
|                                                              |                                                              |
| Ländervergleich der Männer: Schweiz – Deutschland            |                                                              |
| Austragungsort                                               | Bern                                                         |
| Wettbewerbe                                                  | 15                                                           |
| Datum                                                        | 29. August 1931                                              |
| 1. GER 2. SUI                                                | 88,5 Punkte 48,5 Punkte                                      |
| Chronik                                                      |                                                              |
| ← GER-ENG (F)                                                | GER-GBR (M) →                                                |

Ihren zweiten Vergleich im Leichtathletik-Länderkampfjahr 1931 bestritten die deutschen Männer mit den Sportlern aus der Schweiz. Das alljährlich stattfindende Treffen mit den Schweizern war der insgesamt 22. deutsche Länderkampf, der am 29. August in der Schweizer Hauptstadt Bern ausgetragen wurde. Bern war zum ersten Mal Gastgeber eines solchen Ländervergleichs. Zu diesem Termin mussten wie schon in früheren Jahren zwei deutsche Nationalteams aufgestellt werden, denn nur einen Tag später wurde ein Länderkampf mit Großbritannien ausgetragen. Allerdings gab es auch einige Doppelstarter, die sowohl in Bern als auch einen Tag später in Köln gegen die britischen Leichtathleten antraten. Auch diesmal fiel Deutschlands Sieg mit 88,5 Punkten gegenüber 48,5 Punkten des Schweizer Teams sehr deutlich aus. Es war der neunzehnte Erfolg eines deutschen Männerteams in der Leichtathletik im neunzehnten Vergleich.

## Modus
Die Regeln waren dieselben wie bei den vorangegangenen Aufeinandertreffen und wichen damit wie zuletzt ab vom Wertungssystem des eine Woche später ausgetragenen Länderkampfs mit Frankreich. Jede Mannschaft trat in den Einzelwettbewerben mit je zwei Teilnehmern an. Die Sieger erhielten jeweils vier Punkte, die Zweitplatzierten jeweils drei und die Drittplatzierten je zwei Punkte. Die Athleten auf dem jeweils vierten Rang kamen noch mit je einem Punkt in die Wertung. In den beiden Staffeln brachte Platz eins drei Punkte und Platz zwei einen Punkt.

## Legende
Kurze Übersicht zur Bedeutung der Symbolik – so üblicherweise auch in sonstigen Veröffentlichungen verwendet:
| DSQ   | disqualifiziert |
| k. A. | keine Angabe    |

## Resultate

### 100 m
| Platz | Athlet          | Land | Zeit (s) |
| ----- | --------------- | ---- | -------- |
| 1     | Eugen Eldracher | GER  | 10,7     |
| 2     | Ernst Geerling  | GER  | 10,7     |
| 3     | Max Vogel       | SUI  | 11,0     |
| 4     | Buzzi           | SUI  | 11,0     |

### 200 m
| Platz | Athlet          | Land | Zeit (s) |
| ----- | --------------- | ---- | -------- |
| 1     | Ernst Geerling  | GER  | 21,6     |
| 2     | Eugen Eldracher | GER  | 22,0     |
| 3     | Max Vogel       | SUI  | 22,2     |
| 4     | Buzzi           | SUI  | 22,2     |

### 400 m
| Platz | Athlet          | Land | Zeit (s) |
| ----- | --------------- | ---- | -------- |
| 1     | Walter Nehb     | GER  | 49,0     |
| 2     | Kurt Maerten    | GER  | 50,7     |
| 3     | Viktor Goldfarb | SUI  | 50,7     |
| 4     | Roland Meier    | SUI  | 51,2     |

### 800 m
| Platz | Athlet       | Land | Zeit (min) |
| ----- | ------------ | ---- | ---------- |
| 1     | Paul Martin  | SUI  | 1:59,1     |
| 2     | Helmut Stepp | GER  | 2:00,0     |
| 3     | Willi Abel   | GER  | 2:00,0     |
| 4     | Schwebel     | SUI  | 2:00,0     |

### 1500 m
| Platz | Athlet           | Land | Zeit (min) |
| ----- | ---------------- | ---- | ---------- |
| 1     | Leo Rath         | GER  | 4:05,4     |
| 2     | Lothar Fink      | GER  | 4:10,8     |
| 3     | Georges Nydegger | SUI  | 4:11,2     |
| 4     | Paul Martin      | SUI  | 4:19,9     |

### 5000 m
| Platz | Athlet             | Land | Zeit (min) |
| ----- | ------------------ | ---- | ---------- |
| 1     | Francis Cardineaux | SUI  | 15:35,1    |
| 2     | Wehrli             | SUI  | 15:35,3    |
| 3     | Erich Kraft        | GER  | 15:42,1    |
| 4     | Hermann Helber     | GER  | 15:49,2    |

### 110 m Hürden
| Platz | Athlet       | Land | Zeit (s) |
| ----- | ------------ | ---- | -------- |
| 1     | Hugo Barth   | GER  | 15,9     |
| 2     | Rudolf Mägli | SUI  | 16,0     |
| 3     | René Kunz    | SUI  | 16,3     |
| DSQ   | Walter Sack  | GER  |          |

Anmerkung zur Disqualifikation:
In den frühen Jahren der Leichtathletik durften in den Rennen über 110 und über 400 Meter Hürden höchstens zwei Hürden gerissen werden, ansonsten wurde eine Disqualifikation ausgesprochen.

### 4 × 100 m Staffel
| Platz | Besetzung       | Land                                             | Zeit (s) |
| ----- | --------------- | ------------------------------------------------ | -------- |
| 1     | Deutsches Reich | Bank Max Mährlein Eugen Eldracher Ernst Geerling | 42,9     |
| 2     | Schweiz         | Max Vogel Roost Willy Weibel Buzzi               | 43,3     |

### 4 × 400 m Staffel
| Platz | Besetzung       | Land                                                    | Zeit (min) |
| ----- | --------------- | ------------------------------------------------------- | ---------- |
| 1     | Schweiz         | Viktor Goldfarb Franz Rammelmeyer Schwebel Roland Meier | 3:26,2     |
| 2     | Deutsches Reich | Max Pöschl Kurt Maerten Philipp Jonas Walter Nehb       | 3:27,8     |

### Hochsprung
| Platz | Athlet         | Land | Höhe (m) |
| ----- | -------------- | ---- | -------- |
| 1     | Paul Riesen    | SUI  | 1,86     |
| 2     | Hans Haag      | GER  | 1,80     |
| 3     | Hans Guhl      | SUI  | 1,75     |
| 4     | Arthur Flister | GER  | 1,70     |

### Stabhochsprung
| Platz | Athlet        | Land | Höhe (m) |
| ----- | ------------- | ---- | -------- |
| 1     | Achilles Reeg | GER  | 3,70     |
| 2     | Erwin Huber   | GER  | 3,60     |
| 2     | Adolf Meier   | SUI  | 3,60     |
| 4     | Brodbeck      | SUI  | 3,30     |

### Weitsprung
| Platz | Athlet      | Land | Weite (m) |
| ----- | ----------- | ---- | --------- |
| 1     | Rudolf Dürr | GER  | 6,94      |
| 2     | Keller      | SUI  | 6,92      |
| 3     | Adolf Meier | SUI  | 6,91      |
| 4     | Erwin Huber | GER  | 6,86      |

### Kugelstoßen
| Platz | Athlet                | Land | Weite (m) |
| ----- | --------------------- | ---- | --------- |
| 1     | Hans-Heinrich Sievert | GER  | 15,32     |
| 2     | Heinrich Kulzer       | GER  | 13,97     |
| 3     | Spartaco Zeli         | SUI  | 13,67     |
| 4     | Andres                | SUI  | 13,03     |

### Diskuswurf
| Platz | Athlet                | Land | Weite (m) |
| ----- | --------------------- | ---- | --------- |
| 1     | Hans-Heinrich Sievert | GER  | 43,13     |
| 2     | Arturo Conturbia      | SUI  | 39,72     |
| 3     | Heinrich Buchgeister  | GER  | 39,61     |
| 4     | Armin Guhl            | SUI  | 36,58     |

### Speerwurf
| Platz | Athlet          | Land | Weite (m) |
| ----- | --------------- | ---- | --------- |
| 1     | Hugo Barth      | GER  | 58,13     |
| 2     | Erich Dinkler   | GER  | 58,05     |
| 3     | Jack Schumacher | SUI  | 55,02     |
| 4     | Jundt           | SUI  | 54,21     |